# Metal Lords
Metal Lords és una pel·lícula de comèdia dramàtica per a adolescents estatunidenca del 2022 escrita per D. B. Weiss i dirigida per Peter Sollett. La història segueix dos millors amics de secundària i amants de la música metal, en Hunter i en Kevin, que proposen crear un grup de música d'aquest gènere, contra les normes de la societat. La pel·lícula es va estrenar a Netflix el 8 d'abril de 2022 i el 6 de maig va incorporar els subtítols en català, traduïts per Tulio Labadie.

## Sinopsi
En Hunter i en Kevin són dos amics de l'institut que volen fundar un grup de metal per participar en una batalla de bandes, i així guanyar-se el respecte dels seus companys de classe. En Kevin coneix l'Emily, una tímida jove escocesa amb seriosos problemes d'ira, però amb un talent innegable per al violoncel. Com que encara no tenen un baixista a la banda, en Kevin proposa incloure-la a en Hunter, però ell no accepta. A partir d'aquell moment, diversos esdeveniments posaran a prova l'amistat de tots dos, i portaran en Hunter a reconsiderar la seva actitud cap a l'Emily, el seu pare i totes les persones que l'envolten.

## Repartiment
- Jaeden Martell com a Kevin Schlieb[5]
- Isis Hainsworth com a Emily Spector
- Adrian Greensmith com a Hunter Sylvester
- Noah Urrea com a Clay Moss
- Joe Manganiello com a Dr. Troy Nix
- Brett Gelman com a Dr. Sylvester
- Sufe Bradshaw com a Dean Swanson
- Katie O'Grady com a Laurie Schlieb
- Michelle Mao com a Lisa Randall
- Analesa Fisher com a Kendall Sarn
- Phelan Davis com a Rocky "Skip" Hoffman

Scott Ian, Tom Morello, Kirk Hammett i Rob Halford apareixen en papers de cameo com ells mateixos representant la consciència d'en Kevin.

## Producció
Metal Lords es va rodar a Portland. Les escenes de l'institut es van rodar a la middle school de Parkrose i a l'institut del mateix barri, mentre que les escenes de la batalla de bandes es van rodar al Revolution Hall de Portland.

## Rebuda
Al lloc web de l'agregador de ressenyes Rotten Tomatoes, el 63% de les crítiques d'un total 32 comentaris són positives, amb una valoració mitjana de 6 sobre 10. El consens del lloc web diu: "Tot i que no és del tot cua, Metal Lords continua sent una mirada bondadosa i agradable en general sobre l'adolescència i el poder que altera la vida de la música". A Metacritic, la pel·lícula té una puntuació mitjana ponderada de 57 sobre 100 basada en crítiques de 17 crítics, que indica "crítiques mixtes o mitjanes".